# Himala argentea
Himala argentea är en fjärilsart som beskrevs av Walker 1855. Himala argentea ingår i släktet Himala och familjen tofsspinnare. Inga underarter finns listade i Catalogue of Life.